# Between the Buried and Me
A Between the Buried and Me nevű progresszívmetal-zenekar 2000-ben alakult meg az észak-karolinai Raleigh-ben. Karrierjük kezdetén még metalcore-t és mathcore-t is játszottak. Jelen vannak továbbá az avantgarde metal és a technikás death metal stílusokban is. 
Az együttes 2000-ben jött létre, a Praise for Cleaning nevű, szintén metalcore együttes feloszlása után, amelynek Waggoner és Rogers voltak a tagjai. Akkoriban még más volt a felállás. A nevüket a Counting Crows együttes Ghost Train című dalának egyik sorából vették. A nevük jelentése: „az elásottak között és közöttem”. Legelőször egy három dalból álló demót jelentettek meg, majd 2002-ben már legelső stúdióalbumukat is piacra dobták, a Lifeforce Records gondozásában.

## Tagok
- Tommy Giles Rogers Jr. – éneklés, billentyűs hangszerek
- Paul Waggoner – gitár, éneklés, háttér-éneklés
- Dustie Waring – ritmusgitár
- Blake Richardson – dobok
- Dan Briggs – basszusgitár, háttér-éneklés, billentyűsök

## Diszkográfia
- Between the Buried and Me (2002)
- The Silent Circus (2003)
- Alaska (2005)
- Colors (2007)
- The Great Misdirect (2009)
- The Parallax II: Future Sequence (2012)
- Coma Ecliptic (2015)
- Automata I (2018)
- Automata II (2018)
- Colors II (2021)
- The Blue Nowhere (2025)